# プロスペクト・パーク駅 (BMT)
プロスペクト・パーク駅（Prospect Park）はニューヨーク市地下鉄BMTブライトン線の急行停車駅である。ブルックリン区フラットブッシュのエンパイア・ブールバード-フラットブッシュ・アベニューにある。Q系統とフランクリン・アベニュー・シャトルが終日停車し、平日にはB系統も停車する。

## 歴史

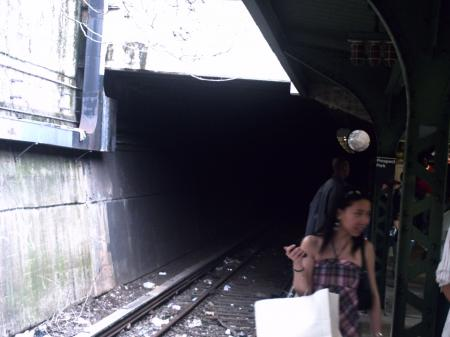
南行き緩行線のマルボーン・ストリート・トンネル

プロスペクト・パーク駅はブルックリン・フラットブッシュ・アンド・コニー・アイランド鉄道（Brooklyn, Flatbush and Coney Island Railway, BF&CI）がプロスペクト・パークのウィリンク・エントランス（Willink Entrance）に建設し、1878年7月2日に開業した。1878年8月18日にベッドフォード・ターミナル駅が完成してロングアイランド鉄道と接続されるまで、プロスペクト・パーク駅がブライトン線の北端駅であった。
1918年にマンハッタン橋とモンタギュー・ストリート・トンネルへの接続に対応するために建て替えられた。この建て替えの際に新しく設けられた曲線区間（現在使用されていない南行き緩行線（O1））で1918年11月1日にアメリカ最悪の列車事故であるマルボーン・ストリート鉄道事故が発生し、少なくとも93人が死亡した。
この接続工事は1920年8月1日に完了し、駅の南側で4線を使用した急行運転が始まった。
プロスペクト・パーク駅は、1957年のシーズン後にブルックリン・ドジャースがロサンゼルスに移転するまで本拠地としていたエベッツ・フィールドの最寄駅であった。エベッツ・フィールドはベッドフォード・アベニュー - サリバン・プレイスから東に3ブロック、北に1ブロックの範囲に建っていたが、1960年に解体され、現在はその跡地に高層アパート「エベッツ・フィールド・アパートメント」が建てられている。
2008年10月15日に、ニューヨーク市警察は駅で男色を行っていた疑いで容疑者を逮捕したが、単なる刑事事件・訴訟にとどまらず、関係するすべての職員が無罪を訴えてニューヨーク市警察への反訴を起こす騒ぎとなった。

## 駅構造
|  | 北端で分割 |

|  | 北端で分割 |

プロスペクト・パーク駅は島式ホーム2面4線の駅で、掘割に設けられている。ホームには緑のフレームと支柱で支えられたホーム長いっぱいの赤い天蓋がかけられ、柱には交互に白でレタリングした黒の駅名標が取り付けられている。また、どちらのホームも北端でベージュのコンクリート壁で区切られている。駅舎はリンカーン・ロードの北側にあり、オーシャン・アベニューとフラットバッシュ・アベニューの間にあるホームの上を跨いでいる。
駅の北端にはB系統とQ系統で使われる2本の急行線が通っており、坂を下ってフラットバッシュ・アベニューをトンネルで潜り、IRTイースタン・パークウェイ線と並走した後ディカルブ・アベニュー駅でBMT4番街線と合流する。一方、緩行線は北東にカーブして短いトンネルを抜けると掘割を通り、フランクリン・アベニュー駅に向かっている。南行き緩行線は営業運転に使われておらず、フランクリン・アベニュー・シャトルは北行き緩行線に入線する。
駅の南には渡り線と分岐器があり、ブライトン線の線路がオーシャン・パークウェイ駅方面に4線並ぶ。B系統はそのまま急行線を通ってブライトン・ビーチ駅に、Q系統はここで緩行線に渡ってコニー・アイランド-スティルウェル・アベニュー駅に向かう。
プロスペクト・パーク駅のエントランスと出口には1994年にスーザン・チュニック（Susan Tunick）が制作した Brighton Clay Re-Leaf という作品が飾られている。これはプロスペクト・パークを象徴する葉を描いた陶製タイルを駅のエントランスと出口にあしらったものである。同じものがパークサイド・アベニュー駅にも飾られている。

### 出入口
プロスペクト・パーク駅には2つの出入口がある。
- 駅南端のエントランスは終日開放されている。2人幅の階段1本とADA対応のエレベーターが各ホームと駅舎を結んでいる。駅舎からエレベーターまでの通路はガラス張りになっている[6]。駅舎には自動改札機と待合所、トークン・ブースがあり、私立幼稚園も入居している[7]。
- 駅北端のエントランスは無人である。トンネルポータルにある階段で各ホームから待合所に上がることができる。メザニンには入出場可能な自動改札機が数台と出場のみの自動改札機が1台並んでいる。以前はパートタイムのトークン・ブースも設けられていたが、2010年に撤去されている。改札を出て階段を上がると、2つの建物の間に設けられた華やかなフェンス付きの小さな広場に出る（建物はフラットブッシュ・アベニュー西側に面し、オーシャン・アベニューとレファーツ・アベニューの間にある）。階段のメザニン側には非常口があり、階段でセント・ポールズ・プレイスに向かう路地に出ることができる[7]。